# Lasker Foundation
Die Lasker Foundation ist eine US-amerikanische Stiftung zur Unterstützung der biomedizinischen Forschung sowie für Maßnahmen und Programme zur Verbesserung der menschlichen Gesundheit und der Verlängerung des Lebens.

## Entstehung und Aufgaben
Die Lasker Foundation wurde 1942 von Albert Lasker, einem erfolgreichen Unternehmer aus der Werbebranche und seiner Frau Mary Woodard Lasker, einer einflussreichen Lobbyistin im Gesundheits- und (medizinischen) Forschungssektor, gegründet. Der erste Präsident war bis zu seinem Tod 1952 Albert Lasker, nach seinem Tod übernahm seine Frau Mary Lasker den Vorsitz, welchen sie bis zu ihrem Tod 1994 innehatte. Der Sitz der Stiftung ist New York City. Präsidentin der Stiftung ist seit Juni 2013 die Medizinprofessorin Claire Pomeroy.
Die Lasker Foundation unterstützt verschiedene Initiativen zur Förderung der medizinischen Forschung, wobei die Initiativen – nach eigenen Angaben – nicht finanziell, sondern logistisch, mit Wissenstransfer und anderen Maßnahmen unterstützt werden. Aus diesen Programmen haben sich zahlreiche interdisziplinäre Arbeitsgruppen, Gesetzesvorlagen, innovative (webbasierte) Programme, Bildungsforen oder wissenschaftliche Studien entwickelt. Die Mission der Stiftung ist es, die Prävention und Behandlung von Krankheiten im Gesundheitswesen durch exzellente Grundlagenforschung zu fördern, weiterhin ist die Aufklärung der Öffentlichkeit über die vielfältigen gesundheitlichen Risiken ein Ziel.
Die Werte, denen sich die Lasker Foundation verschrieben hat, sind:
- Integrität
- Unabhängigkeit von politischem und unternehmerischem Einfluss
- Unparteilichkeit bei den Bemühungen um Aufklärung und Bewusstseinsbildung über Belange der medizinischen Forschung
- Führende Position in der Unterstützung der medizinischen Wissenschaft
- Festlegung von hochwertigen Standards in der Forschung

## Die Lasker Awards
Die Lasker Awards werden seit 1946 an lebende Personen verliehen, die wichtige Beiträge zum Verständnis, der Diagnose, der Behandlung, Heilung oder Verhütung menschlicher Erkrankungen oder andere öffentliche Dienste im Sinne der Medizin geleistet haben.
Die Awards werden auch als amerikanische (Medizin-) Nobelpreise bezeichnet. 85 der Preisträger gewannen später einen Nobelpreis (Stand 2013), davon 47 seit 1984. 
Die Awards werden in vier verschiedenen Kategorien verliehen.  Jeder der Preise ist mit 250.000 US-Dollar dotiert.
- Albert Lasker Basic Medical Research Award
- Lasker~DeBakey Clinical Medical Research Award
- Lasker~Bloomberg Public Service Award (im Jahre 2011 umbenannt von Mary Woodard Lasker Public Service Award, davor Albert Lasker Public Service Award)
- Lasker~Koshland Special Achievement Award in Medical Science (seit 1994).

Frühere Preise wurden unter folgenden Namen vergeben:
- Special Public Health Award (1975–1987)
- Special Award (1947–1959)
- Group Award (1946–1960)
- Albert Lasker Award der International Society for the Rehabilitation of the Disabled (1954–1972)
- Albert Lasker Award des National Committee Against Mental Illness (1944–1949)
- Albert Lasker Award der Planned Parenthood — World Population (1945–1965)
- Albert Lasker Medical Journalism Awards (1949–1969)